# Rheinstahl (Schiff)
Das Motorschiff Rheinstahl war ein Massengutfrachter der Rheinischen Stahlwerke AG. Das Schiff wurde von der Seereederei Frigga bereedert.

## Geschichte

Logo der Seereederei Frigga

Die Rheinstahl war das erste einer Klasse von vier Schiffen. Sie lief am 23. Juni 1958 bei der Rheinstahl Nordseewerke GmbH in Emden mit der Baunummer 323 vom Stapel.
Schwesterschiffe der Rheinstahl waren die Arenberg, Otto Springorum und Anita Thyssen.
Die Rheinstahl fuhr vor allem im Kohle- und Eisenerz-Frachtgeschäft als Zulieferer der deutschen Stahlindustrie.
1969 wurde die Rheinstahl an die indische Dempo Steamships Ltd. verkauft und als Jagat Mohini weiter betrieben. 1984 fuhr sie kurzzeitig als Charisma unter Panama-Flagge. Noch im gleichen Jahr wurde sie in Ulsan abgewrackt.